# Monkey Island

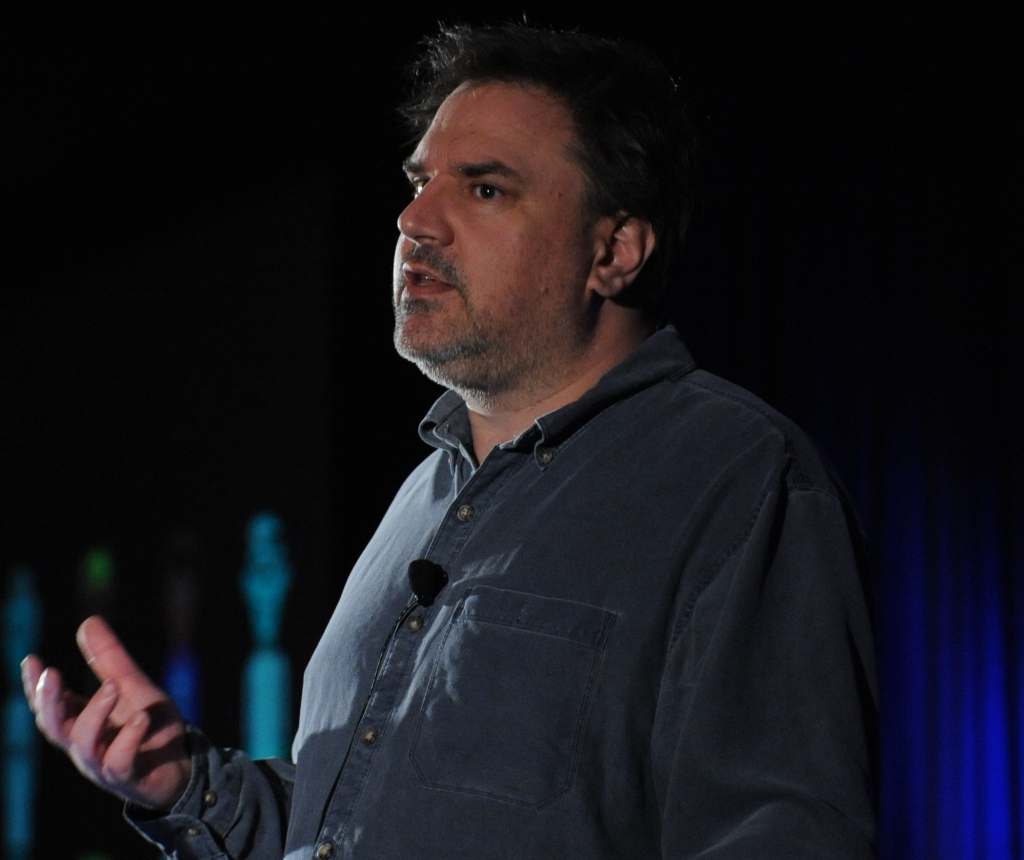
Ron Gilbert (Game Developers Conference, 2011)

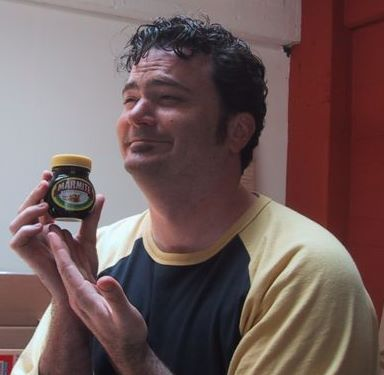
Tim Schafer (Double Fine Productions, 2001)

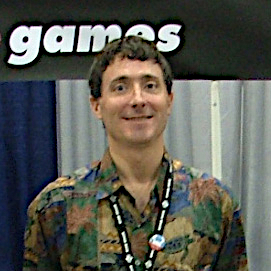
Dave Grossman (Comic-Con, 2007)

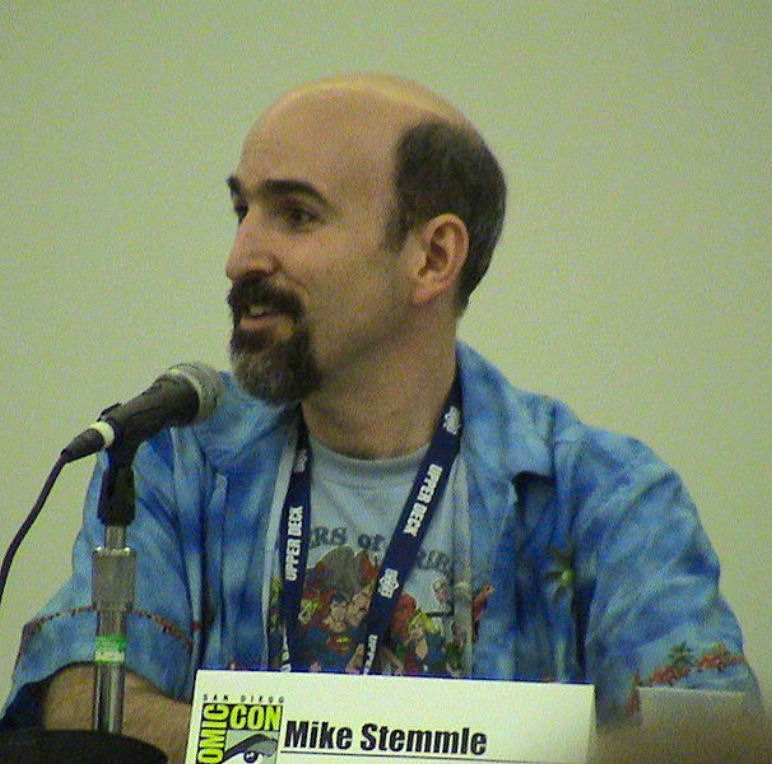
Michael Stemmle (Comic-Con, 2008)

La sèrie de videojocs coneguts com a "Monkey Island" se situen en una zona desconeguda del Mar Carib durant l'època daurada de la pirateria (entre els segles XVII i XVIII). Es tracta d'una sèrie de videojocs del gènere aventura gràfica, molt popular durant la dècada dels 90. La sèrie va ser creada per en Ron Gilbert amb la col·laboració d'en Tim Schafer i en Dave Grossman, i va ser produïda i publicada per LucasArts (empresa originalment anomenada LucasFilm Games), els tres van treballar només en els dos primers jocs, en acabar el segon, Ron Gilbert va deixar LucasArts i en Tim Schafer i en Dave Grossman van passar a dirigir la segona part de Maniac Mansion, anomenada Maniac Mansion: Day of the Tentacle i d'altres jocs posteriors fins a abandonar l'empresa sense haver tornat a treballar en cap dels jocs de Monkey Island posteriors. Brett Barrett va ser un dels principals programadors del segon joc (i provador del primer), va morir en un accident de moto el 1996, li van dedicar el tercer joc i una de les tombes que apareixen al cinquè joc. El responsable principal del disseny artístic d'aquests dos jocs va ser Steve Purcell, mentre que el responsable de la banda sonora dels tres primers jocs i del cinquè va ser Michael Land, en el quart joc es van fer servir les seves composicions musicals com a base i va participar-hi com a part d'un equip. El tercer joc va ser dirigit per Jonathan Ackley i Larry Ahern, mentre que el dissenyador de fons i creador de l'estil artístic que serviria de base per als jocs posteriors va ser Bill Tiller. El quart joc va ser dirigit per Sean Clark i Michael Stemmle, va ser l'últim joc de Monkey Island creat directament per LucasArts. El cinquè videojoc, en format d'històries curtes per capítols, va ser produït per Telltale Games sota llicència i supervisió de LucasArts, Ron Gilbert va participar en la fase de preproducció del joc i en Dave Grossman va col·laborar-hi com a director de disseny i en les negociacions prèvies a la concessió de la llicència per part de LucasArts a Telltale Games.

## Els videojocs de la sèrie (per ordre de publicació)
Alguns videojocs de la sèrie es van reeditar posteriorment, actualitzant el format de venda (p.e. de disquet a CD) preparats perquè funcionessin en els nous sistemes operatius de l'època de la reedició o per a sistemes diferents (consoles, etc.). Entre el 2009 i el 2011 es va publicar una edició especial dels dos primers jocs completament redibuixats i amb el sistema de joc modernitzat (l'inventari i els menús de verbs queden amagats fins que el jugador en sol·licita l'accés), primer per a les noves consoles, en versió descarregable i després per a PC en format DVD, primer es van vendre per separat i després en un lliurament conjunt.
- Monkey Island I: El secret de Monkey Island, The Secret of Monkey Island en anglès (1990) - Motor SCUMM
- Monkey Island II: La venjança d'en LeChuck, Monkey Island II: LeChuck's Revenge en anglès (1991) - Motor SCUMM (+ iMUSE)
- Monkey Island III: La maledicció de Monkey Island, The Curse of Monkey Island en anglès (1997) - Motor SCUMM (+ iMUSE)
- Monkey Island IV: La fugida de Monkey Island, Escape from Monkey Island en anglès (2000) - Motor GrimE (+ iMUSE)
- Monkey Island V: Històries de Monkey Island, Tales of Monkey Island en anglès (2009) - Motor de Telltale Games
- Monkey Island VI: Retorn a Monkey Island, Return to Monkey Island en anglès (2022)

## Les localitzacions de la sèrie (fictícies)
Existeixen certes contradiccions argumentals i de localització sobre les illes que formen part dels jocs. El principal motiu d'aquestes contradiccions és degut segurament a què l'equip creatiu que va dissenyar els dos primers jocs ja no va participar en les altres seqüeles i que es va perdre fins a cert punt la continuïtat de la sèrie.

### Monkey i Dinky
Són dues illes amb tresors i de localització desconeguda. A prop hi ha la fortalesa d'en LeChuck.
- Monkey Island: L'illa que dona nom a la sèrie, apareix en els quatre primers jocs i es juga dins de l'illa en tres d'ells (en el segon videojoc només s'esmenta, tot i que és probable que el parc d'atraccions que apareix al final del joc sigui el parc recreatiu Big Whoop, que s'esmenta en el tercer i el quart jocs, i que en LeChuck va construir a Monkey Island entre el primer i el segon joc). De localització desconeguda, la seva relació amb l'illa Dinky fa que la situació de l'illa quedi absolutament confosa i incerta.

L'illa té una forma irregular, amb una distribució bàsica en creu, amb quatre zones principals repartides per les "puntes" d'aquesta creu. Segons el mapa del quart joc, al nord hi ha el poblat dels caníbals (i posteriorment la part principal del parc d'atraccions del Big Whoop, zona ocupada pels micos en el quart joc), a l'est hi ha el Cap de mico gegant (i una part del parc d'atraccions, amb la muntanya russa gegant anomenada "La muntanya del Gran Mico", "The Great Monkey Mountain" en anglès), al sud només hi ha una selva i una platja i a l'oest hi ha el gran volcà que corona l'illa. En el primer joc, a la zona del volcà hi ha el "fortí" d'en Herman Toothroot. En els tres primers jocs, l'illa queda dividida en dues parts - nord i sud - per una serralada que comença al volcà i que travessa tota l'illa d'oest a est, en el quart joc i potser degut a l'explosió del volcà o a una necessitat argumental, la serralada s'ha transformat en un riu de lava fosa i el campament d'en Herman Toothroot, que originalment (en el segon joc) estava a l'illa Dinky, està ara situat al sud de Monkey Island.
- Dinky Island: En el tercer i quart jocs s'esmenta que l'illa (un illot gran o una illa molt petita) està situada molt a prop de Monkey Island, amb la qual es connecta, de forma subterrània, mitjançant uns túnels (els que apareixen al final del segon joc). En el tercer joc l'illa apareix dibuixada al nord-est de Monkey Island, però al quart joc, l'illa apareix al nord-oest de l'illa Lucre (en els mapes del mateix joc). Si l'illa Dinky i la Monkey realment estan tan a prop que les han unides artificialment amb túnels, i l'illa Dinky està a prop de l'illa Booty (en el segon joc, la governadora Marley diu que ha sentit l'explosió que provoca en Guybrush a l'illa Dinky des de la seva mansió a l'illa Booty), les dues illes han d'estar molt a prop i cap al nord de l'arxipèlag de les tres illes. L'ascensor dels passadissos subterranis (final del segon joc) condueix misteriosamment a un carreró de la vil·la de Mêlée, situada a l'illa homònima.

També de forma irregular, és més aviat quadrada, amb una única platja destacada al sud on viu en Herman Toothroot, no es coneix cap altre habitant de l'illa, ni cap altre tret característic excepte l'accés al tresor del Big Whoop.
- La fortalesa d'en LeChuck: Apareix en el segon joc. Aparentment construïda sobre un petit illot, la fortalesa es troba relativament a prop de l'illa Dinky (en Guybrush aterra a l'illa Dinky després de sortir disparat de la fortalesa per una explosió). En LeChuck té l'amagatall i el parc d'atraccions del Big Whoop a Monkey, cosa que donaria un cert sentit a les localitzacions de la fortalesa i d'aquestes dues illes.

### L'arxipèl·lag de les Tres Illes
L'arxipèl·lag es presenta per primera vegada en els mapes del segon joc, inicialment inclou les illes Scabb, Phatt i Booty, tot i que no se li aplica aquest nom, durant el tercer joc (i possiblement per a lligar els fets del tercer joc amb els dels jocs anteriors) la sacerdotessa vudú explica a en Guybrush que la governadora Marley presideix "les Tres Illes", que són Mêlée (l'illa del primer joc), Booty (l'illa del segon joc) i Plunder (la primera illa del tercer joc). En el quart joc, les illes Scabb, Skull i Blood desapareixen del mapa i se n'afegeixen de noves: Lucre, Pinchpenny, Spittle i Jambalaya.

#### Booty, Mêlée i Plunder
Són les tres illes on governa n'Elaine Marley i que, segons el tercer joc, donen nom a l'arxipèlag.
- Booty Island: L'illa apareix només en el segon joc, però s'esmenta diverses vegades en altres jocs. És una illa de formes irregulars, amb diversos illots al voltant, muntanyes, penya-segats i platges. La governadora Marley té una mansió al nord-oest de l'illa, en un dels illots que està connectat amb l'illa principal per una franja de sorra estreta. A l'illa se celebra cada dia el Mardi Gras (o dimarts de carnaval). La Ville de la Booty és l'únic municipi de l'illa, també n'és el port i té el centre comercial de l'àrea de les tres illes. Al costat de les botigues se celebren concursos de distància d'escopinades.

- Mêlée Island: És la primera illa que apareix en el primer joc, torna a aparèixer en el quart joc. La major part del primer joc té lloc a Mêlée i bona part del quart també, tots dos jocs acaben en aquesta illa. El mapa de l'illa va anar canviant lleugerament a mesura que es reeditava i es feien edicions especials del primer joc, les localitzacions i la forma de l'illa van variar considerablement en el quart joc, en general manté una certa forma de mitja lluna o cercle obert irregular. L'illa té un únic poble anomenat "Mêlée Town", situat més o menys al centre i a l'oest, a una certa distància (més o menys cap al nord) hi ha la mansió de la governadora Elaine Marley, en la direcció contrària (sud, sud-est) hi ha el port de l'illa, prop de la punta sud de l'illa. A la punta nord, nord-est hi ha l'accés a l'illot de Hook, on hi ha una única casa que pertany a Meathook. En el primer joc hi havia dues localitzacions més, al centre /est de l'illa hi havia un bosc que es podia visitar i més o menys a mig camí entre el poble i el port hi havia el circ dels Fantàstics Fettucini els Germans Voladors. Hi havia alguna localització secundària més en encreuaments de camins que permetia l'entrenament en la lluita d'insults i la introducció al joc. Al poble hi ha el famós Bar de pirates Scumm, que en el quart joc es transformava en un bar de tipus hawaià i canviava el nom per Bar Lua.

- Plunder Island: És la primera illa que apareix en el tercer joc. No havia sortit mai abans. Aquí la Governadora Marley té una fortalesa en comptes d'una mansió a la capital de l'illa, "Puerto Pollo". La sacerdotessa vudú té una casa enmig d'un pantà en aquesta illa, com al segon joc. La sacerdotessa descriu l'illa (en el tercer joc) com un centre on es retiren els pirates jubilats i les seves dones. La major part del tercer joc té lloc en aquesta illa i al mar que la rodeja. A l'illa hi ha una societat naturalista que posa cartells informatius arreu sobre les planes i els animals. En el quart joc s'anomena "Illa de Puerto Pollo". És arrodonida, amb una forma similar a una "M". A la badia gran, al sud-est de l'illa, hi ha la fortalesa, que està situada a la zona sud, el poble al centre i el Club de Banyistes Brimstone al nord-oest. A la part central de la "pota" sud de l'illa hi ha el pantà. Al nord-oest hi ha una badia i la cova Danjer (joc de paraules amb "Danger", perill en anglès), on mai es fa de dia. La resta de l'illa està coberta per una vegetació frondosa.

#### Scabb i Phatt
Les dues illes són protagonistes de la primera part i de la part central del segon joc. Cap de les dues apareix en cap altre joc, tot i que s'esmenten puntualment. Cap de les dues illes està governada per n'Elaine Marley, l'illa de Scabb té una comunitat de pirates lliures i l'illa de Phatt un dictador.
- Scabb Island: Només té un poble, Woodtick, situat al nord de l'illa i construït amb vaixells en comptes d'edificis. El segon joc (a part de la introducció) comença en un foc de camp en una platja d'aquesta illa. L'illa té una forma similar a un dinosaure sauròpode. Al nord-est hi ha la platja on en Guybrush narra com guanyà en LeChuck al joc anterior i el quiosc-restaurant de Rapp Scallion. A l'est de l'illa hi ha el pantà on viu la sacerdotessa Vudú i al sud-est hi ha el cementiri. Al sud-oest hi ha la península amb el moll on atraca L'alegre Rastafari (The Jolly Rasta en anglès i El Rastafari Feliz en la versió castellana), el vaixell del Capità Dread. A Woodwick hi ha diversos establiments: la bugaderia, la tenda del cartògraf, en Wally, la fusteria, l'hostal Swamp Rot i el bar-grill Bloody Lip (Labio Partido en castellà). Al principi del segon joc en Largo Lagrande, ajudant d'en LeChuck, s'ha apropiat de l'illa i la dirigeix com un mafiós.
- Phatt Island: L'illa té una forma tipus "L" o "U", molt arrodonida, similar a una mena de bunyol. Al nord, nord-est hi ha el poble / ciutat de Phatt, també anomenada El Moll (Wharf en anglès), perquè les cases segueixen la línia de mar i dels molls. A la ciutat hi ha la presó, un joc amb aspecte de virolla i funcionament modernitzat de ruleta del carrer, un carreró estret, la biblioteca de l'illa (coneguda arreu) i els molls. Al sud, sud-oest hi ha la mansió del governador Phatt, un home gras que viu ajagut al seu llit i s'alimenta d'uns tubs que li envien menjar regularment. Al nord-oest hi ha un salt d'aigua i un illot on hi ha una cova i la caseta d'en Rum Rum Rogers, un pirata jubilat. L'accés a l'illot es fa mitjançant un túnel subterrani.

#### Skull, Blood, Lucre, Pinchpenny, Spittle i Jambalaya
Skull i Blood són les altres dues illes noves que apareixen al tercer joc (a part de Plunder). Lucre, Pinchpenny, Spittle i Jambalaya apareixen per primera vegada en el quart joc.
- Blood Island: És una illa volcànica on viuen els Caníbals de Monkey Island. Aquests personatges, ara vegetarians, tenen el seu poblat situat prop del cim del volcà Acidofilus, on veneren el déu del volcà, Sherman, i a qui presenten sacrificis de figures humanes fetes de fruites i tofu. A l'illa també hi ha l'hotel-resort de Griswold Goodsoup, un molí de vent, un cementiri i un far que serveix per a cridar el gal·lès perdut que transporta passatgers des d'aquesta illa fins a l'illa de Skull.
- Skull Island: Situada a l'est de Blood, és una petita illa on hi ha la cova que conté l'anell per a salvar a n'Elaine Marley.
- Lucre: És l'illa que té l'àrea urbana més gran de la zona de les Tres Illes. A l'illa hi ha principalment quatre llocs que es poden visitar: la ciutat de Lucre ("Lucre Town" en anglès), la mansió del malvat Ozzie Mandrill, el Pantà de les Boires del Temps ("Mysts o' Tyme Marshe" en anglès), i la Llacuna Secreta ("Secret Lagoon" en anglès).
- Pinchpenny: És una illa que només apareix citada als mapes dins del joc. Està situada aproximadament a mig camí entre les illes de Lucre i Phatt.
- Spittle: Situada al sud-est de Jambalaya, aquesta illa tampoc es pot visitar i només apareix als mapes.
- Jambalaya: Originalment una illa de pirates, Ozzie Mandrill els ha capturat tots i els té presoners a l'illot Knuttin, a tocar de Jambalaya. Al joc apareix transformada en un centre turístic. A l'illa hi ha també un dels comerços de Stan, una tenda de records, i una àrea adaptada amb un trampolí i una piscina on es fan unes competicions de salt. És en aquesta illa on en Guybrush comença a buscar els components de l'Insult Suprem ("Ultimate Insult" en anglès).

### Golf de Melange
El golf de Melange es troba en una localització diferent, fora del radi de l'arxipèlag de les Tres Illes. Apareix per primera vegada en el cinquè i últim joc de la sèrie i compren una sèrie d'illes i d'illots.
- Les Illes Jerkbait: És un grup de tres illes mòbils dedicades a la pesca. Segons la sacerdotessa Vudú, aquí és on en Guybrush pot trobar "La Esponja Grande" (nom original), una eina vudú per a guarir la Verola d'en LeChuck. Estan situades aproximadament al nord-oest de l'àrea que apareix als mapes. Els noms de les illes són: Roe, Spoon i Spinner.
- Brilling, Boulder Beach i Illa d'Ewe: Tres petites illes on dos pirates, Trenchfoot i Hardtack, enterren el "Cavallet de Mar", una de les tres estatuetes que permeten trobar "la Esponja Grande". Al mapa apareixen dibuixades al nord-est i al sud-oest, Brilling a dalt a la dreta i les altres dues, Boulder i Ewe, a baix a l'esquerra.
- Flotsam Island: L'illa més gran i la localització principal del joc, està situada al sud-est del Golf de Melange. Té dues parts diferenciades amb diversos llocs que es poden visitar, la primera és la zona del moll i el poble, i la segona és la selva amb diversos jaciments antics dedicats als déus dels vents. És una illa trampa on els esculls i els vents atrauen els vaixells i provoquen naufragis. Aquí viu ara la Sacerdotesa Vudú.
- Rock of Gelato: És un illot on en Guybrush sempre té mala sort, és on accidentalment allibera la Verola d'en LeChuck (al principi del joc), on en LeChuck rapta a n'Elaine i on en Guybrush per la mà infectada lluitant contra la pirata Morgan LeFlay. L'illa està situada al sud de Brillig i al nord de Flotsam.

## Els personatges

### Protagonistes
- Guybrush Threepwood: Protagonista principal del joc, és el personatge que porta el jugador. Aprenent de pirata en el primer joc, arriba a convertir-se en un personatge famós de la pirateria (dins de la sèrie), tot i que ningú no el reconeix mai i que d'altres s'atribueixen alguns dels seus èxits. Segons el mateix personatge "és capaç d'aguantar la respiració durant més de deu minuts".
- Governadora Elaine Marley: Desitjada per en Guybrush i en LeChuck, és sovint motiu de confrontació entre els dos pirates. N'Elaine es converteix primer en la promesa i després en la muller de Guybrush, tot i les freqüents picabaralles que mantenen.
- Pirata fantasma LeChuck: Antagonista principal, és un dels pirates més despietats del joc. Es dedica a terroritzar la gent de les Tres Illes, a raptar la governadora i a barallar-se amb en Threepwood.

### Personatges secundaris
Alguns dels personatges secundaris han anat agafant protagonisme a mesura que anaven apareixent en un moment o altre dels jocs, tot i no tenir necessàriament un paper especialment destacat en cap d'ells. D'altres personatges adquireixen un paper destacat en alguns dels jocs però no tornen a aparèixer.
- Stan: Venedor d'articles de segona mà, apareix diverses vegades en tots cinc jocs. El seu nom complet és Smilin' Stan S. Stanman. Stan du un vestuari peculiar, una jaqueta de quadres, uns pantalons pirates vermells, mitges blanques i un gran barret. És un personatge optimista i molt xerraire, que es posa nerviós quan ha d'escoltar un client (habitualment Guybrush). al primer joc, ven vaixells a l'illa Mêlée, en el segon joc ven taüts a l'illa Booty i també lloga criptes i creus, en el tercer ven assegurances de vida dins del cementiri de l'illa Blood, en el quart joc ven multipropietats als pirates a l'illa Jambalaya i al cinquè es dedica a fer de representant legal i vendre samarretes que el promocionen.
- Sacerdotessa Vudú (Voodoo Lady en els jocs originals en anglès): Acostuma a ajudar i guiar el protagonista durant els jocs. Apareix en tots cinc jocs. Té quatre establiments que apareixen en els cinc jocs, en el primer està al poble de Mêlée i no es parla del nom, al segon joc s'anomena la "Casa Internacional de Mojo" (International House of Mojo, en anglès) i està al pantà de l'illa Scabb, al tercer "Vudú i altres coses" (Voodoo and Things, en anglès) i està al pantà de l'illa Plunder, al quart joc torna al primer establiment a Mêlée, aquest cop anomenat "Casa de Mojo original" (original House of Mojo, en anglès) i al cinquè té una cabana a l'illa Flotsam (Golf de Melange).
- Herman Toothroot: Nàufrag i antic capità de vaixell, apareix a Monkey Island en el primer joc i torna a aparèixer en el segon joc a l'illa Dinky. En el tercer joc apareix com un dels ninots del parc d'atraccions i en el quart joc torna a aparèixer a Monkey Island, on explica que en realitat és el capità Horatio Torquemada Marley, l'avi de la governadora i que fins aleshores patia d'amnèsia.
- Caníbals de Monkey Island (Capdellimona, Cranivermell i Dentsllargues, Lemonhead, Redskull i Sharptooth en anglès): Són tres caníbals que viuen a Monkey island i que intenten deixar de menjar carn per fer-se vegetarians, per motius de salut (colesterol). Apareixen per primera vegada en el primer joc de la sèrie. Tornen a aparèixer en el tercer joc i s'esmenten en el cinquè. En el tercer joc, l'únic caníbal que torna a sortir amb seguretat és Capdellimona, els altres dos s'anomenen Capdepinya i Capdeplàtan, podrien ser Cranivermell i Dentsllargues, però no queda clar. És impossible reconèixer-los amb certesa perquè sempre han aparegut amb un cap de capgròs que n'amaga l'aspecte real. Capdellimona du una llimona gegant foradada, Cranivermell una màscara vermella i Dentsllargues una màscara grisa amb unes dents molt esmolades. En el tercer joc, Capdellinona va igual que en el primer joc, Capdepinya du una pinya gegant foradada i Capdeplàtan un plàtan gegant.
- Bob i Murray: Bob és el lloctinent de LeChuck en el primer joc, un mort-vivent assassinat per LeChuck i condemnat a servir amb ell la resta de l'eternitat, escapa de la influència de LeChuck cap al final del joc. Es caracteritza per perdre tot sovint el cap (el crani) i ser molt xerraire. Murray és un pirata en un cas similar al de Bob, apareix per primer cop en el tercer joc, on Guybrush fa la gràcia de dir-li "Bob", i reapareix en el quart i el cinquè jocs de la sèrie. Murray, tot i que també és força xerraire, té un caràcter completament diferent de Bob, tot i haver-se quedat només amb el cap gràcies a Guybrush, creu que és capaç d'arribar a dominar el món.
- Carla, la Mestra de l'Espasa: Apareix al primer i al quart jocs. En el primer joc, vèncer-la en una lluita d'insults és una de les tres proves que ha de superar Guybrush per a esdevenir pirata. Poc després, Guybrush la convenç perquè formi part de la tripulació del vaixell que va a Monkey Island a salvar la governadora Marley. Ella, Meathook i Otis, la tripulació de Guybrush, es queden atrapats a Monkey Island al final del joc (final que recupera l'argument del quart joc, i que pertany a un dels dos finals possibles del primer joc). En el quart joc, Carla ha perdut el seu estatus de Mestra de l'Espasa, viu com un rodamón i acaba formant part altra vegada de la tripulació de Guybrush.
- Capità Dread: Propietari de l'"Alegre Rastafari" és un personatge del segon joc. Viu al seu vaixell, en un moll de l'illa Scabb. D'origen jamaicà, és molt conegut pel seu pentinat estil rastafari que li dona el nom. Només sap navegar entre Scabb, Booty i Phatt. Du un amulet que ell anomena "L'ull que ha vist el món", el primer que va tenir va ser embargat per Largo Lagrande, Threepwood li dona el monocle de Wally com a substitut.
- Capità Kate Capsize: Capità pirata, la Kate és propietària d'un vaixell amb el fons de vidre. Apareix només en el segon joc i interacciona amb el protagonista només en la versió completa, no en la versió "lite" (de baixa dificultat). Treballa llogant el vaixell a Booty, es cansa que ningú no li vulgui llogar i marxa a Phatt, on és engarjolada quan la confonen amb Guybrush. Threepwood li lloga el vaixell per a buscar el cap de mico del mascaró de proa del Mico Boig (Mad Monkey en anglès), també li pren una ampolla de quasi-grog quan empresonen a Kate. Hi ha especulacions sobre que el nom del personatge podria fer referència a l'actriu Kate Capshaw (Indiana Jones i el temple maleït), que en aquella època s'havia casat amb Steven Spielberg, amic de George Lucas i fan de la sèrie de Monkey Island.[9][10]
- Largo Lagrande: Apareix només en el segon joc, en els tres següents se'n fa referència. En Largo és l'antagonista directe de Guybrush en tota la primera part del joc. És la mà dreta de LeChuck i és qui aconsegueix que ressusciti (al principi del segon capítol). Al principi del joc té terroritzada la gent de Scabb amb el seu "embargament" permanent, i els furts i amenaces continus. Només començar en Largo roba els tresors que en Guybrush havia aconseguit en el primer joc. Guybrush ha d'aconseguir fer un ninot vudú de Largo per a foragitar-lo i així poder marxar de Scabb. Més tard Largo es torna a posar al servei de LeChuck. Largo viu primer a l'única habitació de l'hostal Swamp Rot de Woodtick (Scabb) i després a la fortalesa de LeChuck.
- Meathook (i el seu lloro): Apareix al primer joc i al quart. És un pirata manc, que du dos ganxos per mans i que viu a l'illot (Hook Island) que hi ha al costat nord-est de l'illa de Mêlée, en un hostal on no es lloguen habitacions i on Meathook té engabiada, dins d'una caixa forta, la "Bèstia" (the Beast en anglès), un lloro que, segons ell, va ser la causa que Meathook perdés les mans. Per a arribar a casa de Meathook s'ha de fer servir un pollastre de goma amb una politja al mig, al quart joc això es va canviar per un pont que Meathook havia fet construir. Meathook forma part de la tripulació que acompanya Guybrush a Monkey Island en el primer joc, igual que la Mestra de l'Espasa, Meathook es queda atrapat a l'illa. En el quart joc torna a aparèixer i, després de fugir de Monkey Island, decideix dedicar-se a l'art, passió que mantenia des de sempre. Per a pintar els quadres, Meathook fa servir pigments barrejats amb cera, material que li permet pintar-los directament amb els garfis.
- Homes de baixa fibra moral: S'anomenen Frank, Fred i Fin i són un trio de pirates que apareixen al primer i al segon jocs. Tenen una rata domesticada que els acompanya arreu. En el primer joc intenten vendre a Guybrush un mapa fals (a l'illa de Mêlée) i en el segon joc es limiten a jeure a la "façana" de la bugaderia de l'illa Scabb. Els personatges no aporten quasi res a la dinàmica del joc, sobretot en el primer joc, però s'utilitzen com a element còmic destacat de l'argument.
- Wally B. Feed: Personatge del segon i del tercer jocs. És un noi d'aspecte infantil i molt baixet a qui no paren de passar-li desgràcies. Al primer joc Wally és cartògraf i viu a l'illa Scabb. En contra de la seva voluntat, es veu embolicat en la recerca del Big Whoop de Threepwood i és segrestat per en Largo Lagrande el segresta i se l'enduu a la fortalesa de LeChuck. El personatge desapareix en l'explosió que du a en Guybrush a l'illa Dinky. En el tercer joc, Guybrush es troba Wally dins del vaixell de LeChuck, qui li explica que mai no es va escapar de la fortalesa de LeChuck. Wally ara fa de pirata, s'autoanomena Bloodnose (Nas Sangonós) i treballa per al fantasma, essent l'únic pirata realment viu que treballa per a ell, ja que la resta són esquelets. Aviat s'adona que no serveix per a fer de pirata i quan Guybrush destrueix el vaixell, Wally dona les gràcies a Guybrush i marxa nedant cap a la platja de Plunder. A l'última part del joc Wally apareix convertit en un dels autòmats que hi ha al Parc del Big Whoop de Monkey Island. No s'arriba a saber mai si Wally escapa de la destrucció del parc i sobreviu o no.
- Otis: Personatge del primer i del quart jocs. Apareix per primera vegada tancat a la presó de Mêlée per haver collit diverses vegades unes flors prohibides al bosc. Guybrush l'allibera, a canvi, Otis passa a formar part de la tripulació de Guybrush quan viatja per primera vegada a Monkey Island. Segons el final del joc, si Guybrush enfonsa el vaixell, ell, la Carla i Meathook es queden atrapats a Monkey Island; si no marxen amb ell cap a Mêlée i el qui es queda és Herman Toothroot. En el quart joc es va prendre com a referència el primer final (els tres es queden atrapats a Monkey Island). En el quart joc tots tres han aconseguit fugir de Monkey Island, Otis i Carla tornen a formar part de la tripulació de Guybrush. A l'illa Lucre l'empresonen acusat de robar flors i es passa tota l'estona que dura el joc en aquesta illa tancat. Quan marxen cap a Jambalaya, d'Otis afirma que es quedarà al vaixell per a evitar problemes. No torna a aparèixer després del segon capítol.
- Jojo Sr. i Jojo, Jr.: Jojo (Sènior) apareix al primer joc, és un mico que Guybrush ensinistra perquè l'ajudi quan està a Monkey Island. En el segon joc apareix al bar "The Bloody Lip" de l'illa Scabb, Guybrush l'hipnotitza amb un plàtan i el fa servir de maneta per a tancar l'aixeta d'un salt d'aigua, en el primer joc passa un fet similar, quan Guybrush convenç el mico a còpia de donar-li plàtans a què es pengi del nas d'un tòtem fet pels caníbals, palanca que obre la porta cap al Cap de Mico Gegant. Jojo Júnior, fill de Jojo Sènior, explica al quart joc que el seu pare va morir d'inanició per culpa d'un que li va ensenyar a penjar-se d'una palanca, però que es va oblidar desenyar-lo a deixar-se anar, no esmenta però la seva aparició en el segon joc, tot i que és en aquest segon joc on apareix el seu nom per primera vegada. En el quart joc, la seva tomba es troba a prop del Cap de Mico Gegant de Monkey Island. També en el quart joc, Jojo Júnior, príncep dels micos de Monkey Island, ajuda Guybrush a vèncer l'Insult Suprem.

## Elements recurrents o destacats
- Big Whoop: Es podria anomenar "el Gran Bluf", ja que aporta una gran desil·lusió i molts problemes al protagonista. Es tracta d'un tresor aparentment extraordinari, el més gran de tots. Apareix anomenat des de bon principi en el segon joc i és el motiu que empeny a actuar tota l'estona a en Threepwood. El parc d'atraccions de Monkey Island, construït i dirigit per en LeChuck, du aquest nom en honor del tresor.
- Grog: Beguda alcohòlica típica de l'època feta amb rom, aigua, suc de llima i sucre. En el món de Monkey island, el grog és la beguda habitual i preferida pels pirates. És un líquid groc-verdós que desfà metalls i que també es ven en màquines expenedores. En el primer joc s'afirma que la recepta és una mescla secreta i que està compost per un o més ingredients de la llista següent (no s'especifica quins): Querosè, Propilenglicol, Edulcorants, Àcid sulfúric, Rom, Acetona, Àcid de bateria, Amarant (un colorant alimentari), Scumm (el motor del joc), Lubricant de mecànic i/o Pepperoni". Existeixen diverses begudes derivades del groc que apareixen en la sèrie, com el GrogXD (una beguda energètica), el Grog Porpra, el Grog "Light" (amb la meitat de calories i un gust molt pitjor) i el Grog de Cirera, però el més conegut és el Quasi-Grog, una versió no alcohòlica i menys agressiva que sembla Grog i que fan servir la Kate Capsize i en Guybrush per a simular que veuen Grog de veritat, es ven en el bar (i grill) Bloody Lip de l'illa Scabb (segon joc).
- Cap de mico gegant: Situat a Monkey Island, apareix en tots els jocs en els quals es visita l'illa i adquireix diversos significats i protagonisme, sobretot en el primer, el tercer i el quart joc. En el primer joc, és l'entrada a les coves on s'amaga en LeChuck ("Les Coves de Carn" o "Meat Caves", en anglès), coves amb rius de lava fosa del volcà de l'illa, i el centre de culte dels caníbals de l'illa, que li dediquen ídols tallats per ells mateixos, en el tercer és part d'una muntanya russa del parc d'atraccions del Big Whoop d'en LeChuck, els qui munten a la muntanya russa, entren pel cap a la part subterrània de les coves, es cremen amb la lava i surten com a esquelets vivents, passant a formar part de la tripulació del pirata fantasma. En el quart joc, les coves han quedat segellades per l'enduriment de la lava després de l'explosió del parc, i el cap passa a ser la sala de control i la part superior d'un robot gegant en forma de mico, que serveix per a destruir l'Insult Suprem (Ultimate Insult, en anglès). En la majoria de jocs (inclòs e primer), el cap de mico s'obre emprant una clau gegant en forma de bastonet per a les orelles que s'insereix en l'orella esquerra. En el quart joc s'obre mitjançant un mecanisme que hi ha al forat esquerre del nas.
- Ral de vuit / Dobler: El ral de vuit era una peça de vuit rals dels rals espanyols d'argent (segles XIV a XIX), el dobler era una moneda similar, però amb un valor superior, ja que estava fabricada amb or. Tot i que al joc original es parla de rals de vuit, en molts casos les monedes apareixien pintades de groc, per aquest motiu, en la versió castellana, la moneda es va anomenar dobler (doblón en castellà).
- Lluita d'insults: Un dels elements més destacats del primer joc és la lluita d'insults amb espases, qui fa la millor pregunta o encerta amb la millor resposta guanya el moviment (similar al touché i a les rèpliques en esgrima). El qui guanya diverses vegades, guanya el combat. En Guybrush ha de vèncer una colla de pirates i finalment a la Mestra de l'Espasa com una de les tres proves que ha de superar per a esdevenir pirata. La lluita d'insults va reaparèixer en el quart joc. Es va afegir un punt de dificultat que consistia en el fet que preguntes i respostes havien de rimar per a poder ser vàlides.
- El pollastre de goma amb una politja incorporada: Un element recurrent en els jocs de Monkey Island i molt estimat pels fans és el pollatre de goma que du una politja incorporada. Apareix per primera vegada en el primer joc de la sèrie i serveix per a creuar el petit estret que hi ha entre l'illa Mêlée i l'illot on viu en Meathook, Hook Island. Posteriorment ha aparegut en diversos dels jocs de LucasArts com a gag.[11]
- Els mapes: Apareixen sovint com a elements del joc, tot i que quasi mai faciliten el tresor esperat al protagonista. Els mapes de presentació, amb el logotip del joc, i els mapes de les illes han anat canviant segons el joc i no acaben de ser fiables, tot i que no són gaire necessaris per a poder jugar -tret de situacions puntuals-, i els dels tresors no acaben d'ajudar a trobar allò que aparentment es busca, com és el cas del mapa del Big Whoop, la recerca del qual ocupa segurament el capítol més llarg el segon joc, i que en Guybrush només arriba a tenir una estoneta a la mà (i sense ser cpaç de llegir-lo i interpretar-lo). Al final el protagonista arriba a l'illa Dinky i troba el camí fins al tresor sense el mapa.
- El secret de Monkey Island: Mai no s'arriba a explicar en què consisteix el secret de Monkey Island, tot i que se'n parla amb freqüència. En Guybrush esmenta, en el primer, el tercer i el quart jocs, que cerca el veritable secret de Monkey Island, tot i que no en troba mai cap. Molts periodistes especialitzats i fans ho han preguntat als autors repetidament, però cap d'ells ha respost mai aquesta pregunta, tots remeten a qui ho pregunta a en Ron Gilbert, però en Gilbert es nega a contestar-la.[12]

## Altres
- Els jocs segueixen la mecànica d'assenyalar i clicar (point and click en anglès), molt comú en els jocs d'aventures dels anys 90, especialment entre els de LucasArts.
- El primer dels jocs de Monkey Island és el joc d'assenyalar i clicar que es pot acabar més ràpidament i fàcil de tots, ja que des d'un principi, si es premen alhora les tecles "Control" i "W", el joc demana si es vol guanyar, si s'escull l'opció de "Sí", el joc s'acaba afirmant que s'ha guanyat i apareixen els crèdits finals.[13]
- ScummVM: SCUMM Virtual Machine (emulador del motor de joc SCUMM). És un intèrpret multiplataforma gratuït que permet jugar, entre d'altres, els tres primers jocs de la sèrie en una llarga llista d'aparells moderns (inclosos diversos sistemes operatius d'ordinador, algunes consoles i telèfons mòbils).[14]
- ResidualVM: Residual Virtual Machine (emulador del motor de joc GrimE). Projecte germà de ScummVM, creat originalment per a poder jugar Grim Fandango i el quart joc de Monkey Island (tots dos amb motor GrimE), actualment permet jugar tots aquells jocs programats amb Lua.[15]
- Alguns seguidors de Monkey Island han realitzat videojocs, obres de teatre i llibres, entre altres productes derivats, basades en l'univers d'aquests videojocs. Un d'ells és Last Tales of Monkey Island, una novel·la de fulletó que proposa continuar la història a partir de l'última part (Tales of Monkey Island) i acabar-la.[16][17][18]
- Es va voler fer una pel·lícula sobre la sèrie de jocs, però no es va arribar a acabar mai.[19][20]
- Segons el mateix creador, la inspiració inicial de la sèrie de videojocs prové de l'atracció "Pirates del Carib" de Disneylàndia i del llibre de Tim Powers, "En marees misterioses" (On stranger tides, en anglès), igual que la sèrie de pel·lícules homònimes de la Disney.[21] Existeix certa polèmica i acusacions de plagi basades en les semblances de la sèrie de pel·lícules de Pirates del Carib amb els jocs de Monkey Island. La polèmica va començar ja amb el tràiler de la primera pel·lícula. Se'n va parlar a molts blogs sobre cinema i videojocs, i fins i tot el creador, Ron Gilbert, en va fer comentaris a la seva web "GrumpyGamer".[22][23][24] Algunes de les principals semblances que s'esmenten reiteradament són:

1. Els cartells de les pel·lícules i els de les cobertes (capses) dels jocs.
2. Will Turner i Guybrush Threepwood, el vestuari és molt semblant i tots dos comencen no sent pirates, però acaben sent-ho. Les diferències principals són que Will Turner no vol ser pirata al principi i en Guybrush sí, tampoc és tan excèntric com en Threepwood, ni té un nom tan absurd.
3. Elisabeth Swann i Elaine Marley, la diferència principal és que la primera és filla del governador i la segona és ella la governadora. El vestuari (quan n'Elisabeth va de pirata) i el pentinat també s'assemblarien molt.
4. Jack Sparrow i Guybrush Threepwood / Stan, Jack Sparrow condensaria en un personatge les excentricitats de Guybrush (i el fet de ser pirata, i el nom absurd) i els moviments histèrics, la xerrameca i l'habilitat per a convèncer la gent de Stan. Les rastes del pentinat d'en Jack Sparrow serien com les del Capità Dread (segon joc).
5. El capità Barbossa ("el dolent de la pel·lícula") i la seva tripulació són morts vivents i han acabat així per culpa d'una maledicció, igual que el capità pirata fantasma LeChuck (el "dolent del joc") i la seva tripulació d'esquelets vius. En la segona pel·lícula la comparació seria entre el capità Davy Jones i el mateix LeChuck (fantasma, zombie, etc., segons el joc). En el segon i el tercer jocs s'esmenta directament a Davy Jones. En tots els casos els vaixells són vaixells fantasma o encantats.
6. La sacerdotessa vudú anomenada Tia Dalma seria una versió més jove i prima de la sacerdotessa que apareix en els jocs. Viuen en cabanes semblants, totes dues en un pantà (la sacerdotessa en el segon joc, ja que es muda sovint). I a totes dues les va a visitar un dels protagonistes (Jack Sparrow / Guybrush Threepwood) remant sobre un taüt que fa servir de barca.
7. Els caníbals de la segona pel·lícula són carnívors i capturen els protagonistes i els fan presoners, complementen els menjars amb fruites (hi ha una sèrie de gags amb aquestes fruites a la pel·lícula). En el joc tot just han abandonat el canibalisme, també mengen fruites (també hi ha gags relacionats amb les fruites) i també capturen el protagonista. Viuen en poblats similars.
8. La Cala (i l'Illa) dels Naufragis és molt semblant en construcció i aspecte a Woodtick, el poble de l'illa Scabb (segon joc), tots dos són creats amb vaixells que ja no s'utilitzen ni funcionen com a tals, en tots dos es reuneixen (o viuen) pirates i estan apilats entre ells en una illa dominada pels pirates.[25]
9. Els duels d'insults, a la primera pel·lícula i com a iniciació de la relació d'un Will Turner adult amb la pirateria, té un duel d'espases amb en Jack Sparrow on els insults en clau d'humor són un factor primordial. En Guybrush Threepwood s'inicia en la pirateria havent de guanyar un duel d'insults contra la Mestra de l'Espasa, per a aprendre'n ha de lluitar contra diversos pirates d'aquesta manera (també apareixen els duels d'insults en el quart joc).
10. Els micos, a les pel·lícules surt un que es diu Jack, com en Jack Sparrow (al segon joc apareix un gos que s'anomena Guybrush, també per a fer burla sobre el protagonista, com a la pel·lícula), als jocs en surten varis de protagonistes, a part del nom de l'illa i del joc.
11. Algunes escenes serien molt similars, com el fet que el protagonista (Jack Sparrow/Guybrush) tracti de convèncer un gos perquè li doni les claus del calabós on està per a poder-se escapar, en la pel·lícula no funcionaria, en el joc sí, després d'escapar, ambdós protagonistes recullirien les seves pertinences just davant del calabós on eren abans de fugir.
12. També es comparen diversos personatges secundaris, com la pirata Anamaria (pel·lícula) i la Mestra de l'Espasa (jocs) o en Marty (pel·lícula) i en Wally (jocs).

## Curiositats de producció
- Al blog d'en Ron Gilbert (Grumpy Gamer), entre altres curiositats,[26] es pot veure escanejats uns quants informes d'errades de producció del segon joc, La Venjança d'en LeChuck.[27] Les errades de producció, les anoten els provadors del joc (game testers, en anglès), jugadors professionals que comproven els errors del programari (bugs, en anglès) durant el desenvolupament d'un videojoc i els transmeten als programadors com a part del control de la qualitat i de la jugabilitat del producte.[28]
- Al blog de Steve Purcell es poden veure diversos dissenys prèvis de portades, fons i personatges.[29][30][31]
- A les edicions especials dels dos primers jocs apareixen dissenys de producció i altres materials com a continguts extres.